# Rivière Croche
Rivière Croche är ett vattendrag i Kanada.   Det ligger i provinsen Québec, i den sydöstra delen av landet, 300 km nordost om huvudstaden Ottawa.
I omgivningarna runt Rivière Croche växer i huvudsak blandskog. Runt Rivière Croche är det glesbefolkat, med 18 invånare per kvadratkilometer.